# 189e division d'infanterie
La 189e division d'infanterie (en allemand : 189. Infanterie-Division ou 189. ID), également appelée 189. Reserve-Division est une des divisions d'infanterie de la Wehrmacht durant la Seconde Guerre mondiale.

## Historique
- 26 septembre 1942 : Formation de la 189. Reserve-Division
- 6 décembre 1942 : La 189. Reserve-Division est renommée 189. Infanterie-Division (B)
- 15 mai 1943 : La 189. Reserve-Division est reformée en France à partir de la Division Nr. 189. Elle combat contre le débarquement allié dans le Sud de la France et subit de lourdes pertes
- 8 octobre 1944 : La 189. Infanterie-Division est reformée en France à partir de la 189. Reserve-Division et de la 242. Infanterie-Division
- Février 1945 : La 189. Infanterie-Division est détruite dans la poche de Colmar
- Mars 1945 : La 189. Infanterie-Division est reformée de nouveau et combat dans le sud de l'Allemagne jusqu'à la fin de la guerre.

## Organisation

### Commandants
| Date                                 | Grade           | Commandant                |
| ------------------------------------ | --------------- | ------------------------- |
| 26 septembre 1942 - 6 décembre 1942  | Generalmajor    | Egon von Neindorff        |
| 6 décembre 1942 - 1er mai 1943       | Generalleutnant | Egon von Neindorff        |
| 15 mai 1943 - 1er octobre 1943       | Generalleutnant | Egon von Neindorff        |
| 1er octobre 1943 - 25 septembre 1944 | Generalleutnant | Richard von Schwerin (de) |
| 25 septembre 1944 - 1er octobre 1944 | Generalmajor    | Ernst vom Bauer (de)      |
| Reformation                          |                 |                           |
| 1er octobre 1944 - 27 octobre 1944   | Generalmajor    | Ernst von Bauer           |
| 27 octobre 1944 - 15 novembre 1944   | Generalmajor    | Joachim Degener           |
| 15 novembre 1944 - 4 février 1945    | Generalmajor    | Eduard Zorn               |
| Reformation                          |                 |                           |
| 24 mars 1945 - 8 mai 1945            | Generalmajor    | Eduard Zorn               |

### Officiers d'opérations (Gener alstabsoffiziere (Ia))
| Date                               | Grade               | Commandant      |
| ---------------------------------- | ------------------- | --------------- |
| 6 décembre 1942 - 1er mai 1943     | ?                   | ?               |
| Reformation                        |                     |                 |
| ? octobre 1944 - 1er novembre 1944 | Major i.G.          | Ernst Wolf (de) |
| 5 novembre 1944 - 25 novembre 1944 | Major i.G.          | Lindemann       |
| 25 novembre 1944 - 5 janvier 1945  | Major i.G.          | Ernst Wolf      |
| 5 janvier 1945 - ? 1945            | Major i.G.          | Haack           |
| Reformation                        |                     |                 |
| ? mars 1945 - ? 1945               | Oberstleutnant i.G. | Rudolf Junge    |

## Théâtres d'opérations
- Allemagne : septembre 1942 - décembre 1942
- France : décembre 1942 - mai 1943
- France : mai 1943 - octobre 1944
  - À la fin juin 1944, les compagnies 1, 3 et 4 du Bataillon 163 du 15e régiment de grenadier sont en poste en Auvergne, à Montluçon.
- France : octobre 1944 - février 1945
  - Poche de Colmar
    - Bataille de Kaysersberg
- Sud de l'Allemagne : Mars 1945 - Mai 1945

## Ordres de bataille
1944
- Grenadier-Regiment 1212
- Grenadier-Regiment 1213
- Grenadier-Regiment 1214
- Füsilier-Kompanie 189
- Artillerie-Regiment 1089
- Panzerjäger-Abteilung 1089
- Nachrichten-Abteilung 1089
- Pionier-Bataillon 1089
- Feldersatz-Bataillon 1089
- Versorgungstruppen 1089

1943
- Reserve-Grenadier-Regiment 15
- Reserve-Grenadier-Regiment 28
- Reserve-Artillerie-Abteilung 28
- Reserve-Pionier-Bataillon 9
- Versorgungseinheiten 1089

Décembre 1942
- Reserve-Grenadier-Regiment 15
- Reserve-Grenadier-Regiment 214
- Reserve-Grenadier-Regiment 252
- Leichte-Artillerie-Abteilung 9
- Radfahr-Kompanie 1059
- Radfahr-Kompanie 1089
- Panzerjäger-Abteilung 1059
- Panzerjäger-Abteilung 1089
- 1/Pionier-Bataillon 9
- Nachrichten-Abteilung 1059
- Nachrichten-Abteilung 1089
- Versorgungstruppen

1942
- Reserve-Infanterie-Regiment 9
- Reserve-Infanterie-Regiment 15
- Reserve-Artillerie-Abteilung 273
- Reserve-Pionier-Bataillon 9
- Radfahr-Schwadron 1089
- Panzerjäger-Kompanie 1089
- Nachrichten-Kompanie 1089